# Xiayunling
Xiayunling (kinesiska: 霞云岭, 霞云岭乡) är en socken i Kina. Den ligger i Fangshan i storstadsområdet Peking, i den norra delen av landet, omkring 62 kilometer väster om stadskärnan. Antalet invånare är 7 140. Befolkningen består av 3 477 kvinnor och 3 663 män. Barn under 15 år utgör 10,0 %, vuxna 15-64 år 73 %, och äldre över 65 år 15,0 %.